# Понтрюэ

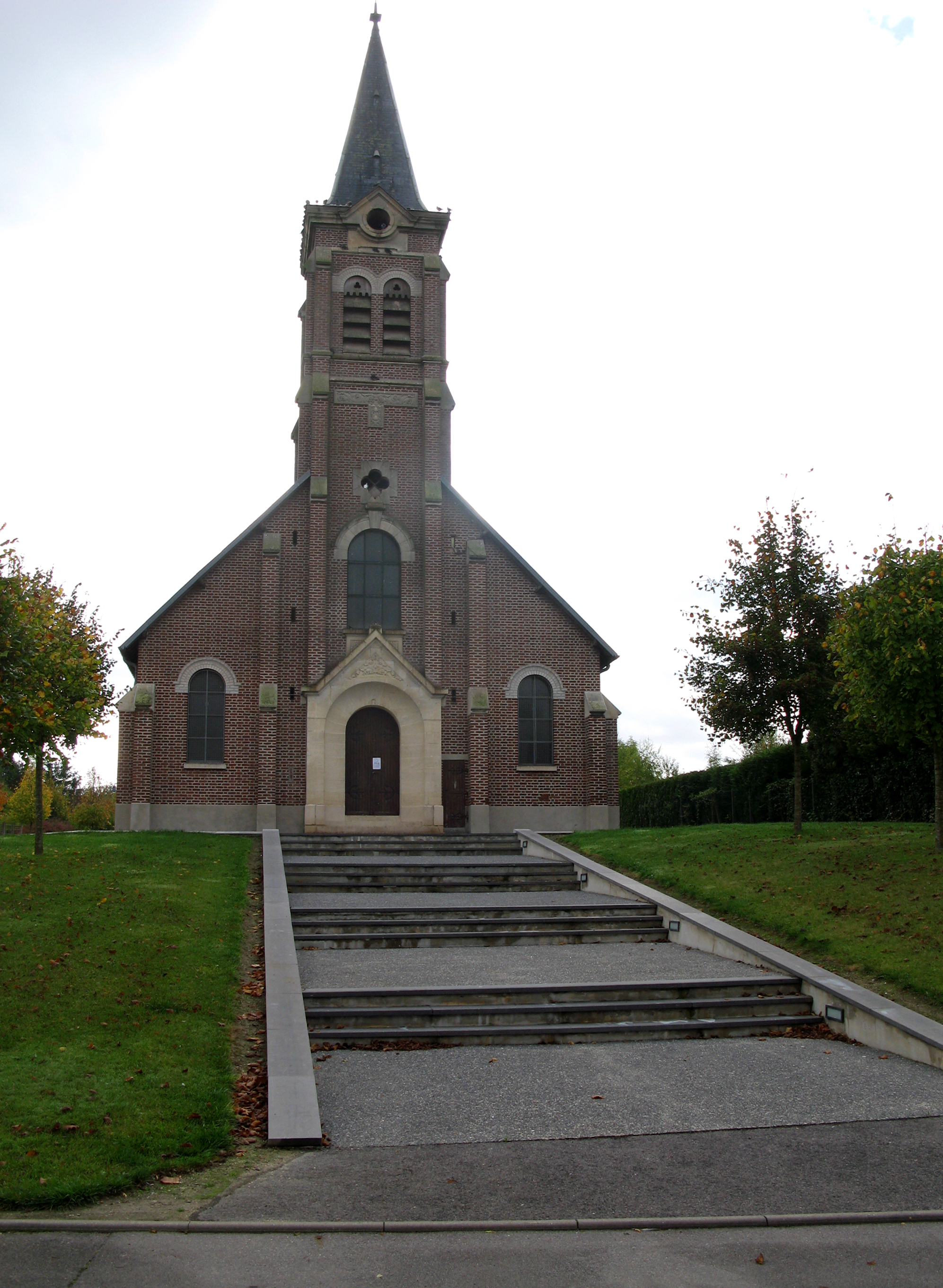

Понтрюэ́ (фр. Pontruet) — коммуна во Франции, находится в регионе Пикардия. Департамент коммуны — Эна. Входит в состав кантона Сен-Кантен-1. Округ коммуны — Сен-Кантен.
Код INSEE коммуны — 02615.

## Население
Население коммуны на 2010 год составляло 339 человек.
| 1962 | 1968 | 1975 | 1982 | 1990 | 1999 | 2010 |
| ---- | ---- | ---- | ---- | ---- | ---- | ---- |
| 173  | 157  | 210  | 274  | 287  | 324  | 339  |

## Экономика
В 2010 году среди 235 человек трудоспособного возраста (15—64 лет) 179 были экономически активными, 56 — неактивными (показатель активности — 76,2 %, в 1999 году было 75,8 %). Из 179 активных жителей работали 170 человек (91 мужчина и 79 женщин), безработных было 9 (6 мужчин и 3 женщины). Среди 56 неактивных 18 человек были учениками или студентами, 26 — пенсионерами, 12 были неактивными по другим причинам.